# Episodi di Alla conquista del West (terza stagione)
La terza stagione della serie televisiva Alla conquista del West è stata trasmessa dalla ABC dal 15 gennaio al 23 aprile 1979. In Italia, la serie è andata in onda per la prima volta su Raidue dal 27 settembre al 6 dicembre 1980. Nella prima trasmissione italiana, non è stato rispettato l'ordine cronologico originale degli episodi.
| nº | Titolo originale | Titolo italiano     | Prima TV USA     | Prima TV Italia   |
| -- | ---------------- | ------------------- | ---------------- | ----------------- |
| 1  | The Gunfighter   | Il pistolero        | 15 gennaio 1979  | 1º novembre 1980  |
| 2  | The Rustler      | Il ladro di cavalli | 22 gennaio 1979  | 6 dicembre 1980   |
| 3  | The Enemy        | Il nemico           | 5 febbraio 1979  | 18 ottobre 1980   |
| 4  | The Innocent     | L'innocente         | 12 febbraio 1979 | 25 ottobre 1980   |
| 5  | Hillary          | Hillary             | 26 febbraio 1979 | 27 settembre 1980 |
| 6  | L'Affaire Riel   | Il ribelle          | 5 marzo 1979     | 29 novembre 1980  |
| 7  | The Scavengers   | I predoni del fiume | 12 marzo 1979    | 8 novembre 1980   |
| 8  | The Forgotten    | Dimenticato         | 19 marzo 1979    | 22 novembre 1980  |
| 9  | Luke             | Luke                | 2 aprile 1979    | 4 ottobre 1980    |
| 10 | China Girl       | La ragazza cinese   | 16 aprile 1979   | 11 ottobre 1980   |
| 11 | The Slavers      | I negrieri          | 23 aprile 1979   | 15 novembre 1980  |

## Il pistolero
- Titolo originale: The Gunfighter
- Diretto da: Vincent McEveety
- Scritto da: Ron Bishop, Steve Hayes

### Trama
Un allevatore confinante dei Macahan ingaggia Frank Grayson come pistolero per scacciare i piccoli proprietari ed impadronirsi delle loro terre. Dopo un'iniziale rivalità questi si schiererà però con Luke e gli agricoltori.

## Il ladro di cavalli
- Titolo originale: The Rustler
- Diretto da: Barry Crane
- Scritto da: Calvin Clements, John Mantley

### Trama
Dei ragazzi vengono arrestati e condannati all'impiccagione per aver rubato dei cavalli alla famiglia Macahan. Jessie, innamoratasi di uno di loro, lo libera e fugge con lui, con l'intento di sposarlo. Ma il ragazzo viene accoltellato all'addome da un cacciatore di taglie e muore tra le braccia di Jessie, davanti all'altare.

## Il nemico
- Titolo originale: The Enemy
- Diretto da: Gunnar Hellstrom
- Scritto da: Ron Bishop, Steve Hayes

### Trama
L'esercito invia Zeb con un ufficiale inesperto ed una squadra di soldati sulle tracce di un giovane capo indiano per fermarne le scorrerie e ricondurlo alla riserva.

## L'innocente
- Titolo originale: The Innocent
- Diretto da: Alf Kjellin
- Scritto da: Ray Goldrup

### Trama
Josh, di passaggio lungo un fiume, offre il proprio aiuto a una donna, proprietaria di un traghetto, ed al figlio disadattato contro una famiglia di traghettatori rivali che li minacciano.

## Hillary
- Titolo originale: Hillary
- Diretto da: Irving J. Moore
- Scritto da: Earl W. Wallace

### Trama
Luke, sempre ricercato perché accusato dell'assassinio del giudice Rensen, si mette sulle tracce del possibile colpevole per scagionarsi e potersi finalmente sposare con Hillary, ma scopre che anche questi è innocente e deve rinunciare al matrimonio.

## Il ribelle
- Titolo originale: L'Affaire Riel
- Diretto da: Harry Falk
- Scritto da: John Mantley, Calvin Clements

### Trama
Il Governo incarica Zeb di catturare Louis Riel, fuggito negli Stati Uniti dopo la fine della Ribellione di Red River, per estradarlo nel Canada, ma Macahan finirà per solidarizzare con il rivoluzionario Métis.

## I predoni del fiume
- Titolo originale: The Scavengers
- Diretto da: Ralph Senensky
- Scritto da: Calvin Clements Jr.

### Trama
Molly e Lara sono rapite da dei pirati che hanno assaltato il battello sul fiume Missouri su cui viaggiavano. Molly si innamora di un gentiluomo del Sud conosciuto a bordo che le libera, ma scoprirà che è lui ad organizzare le razzie.

## Dimenticato
- Titolo originale: The Forgotten
- Diretto da: Barry Crane
- Scritto da: Ray Goldrup, Earl W. Wallace

### Trama
Luke cattura tra le montagne un soldato confederato che non sa che la Guerra di Secessione è finita e ha ucciso un soldato di una pattuglia, e lo aiuterà nel processo militare e a ricongiungersi con la famiglia.

## Luke
- Titolo originale: Luke
- Diretto da: Vincent McEveety
- Scritto da: Calvin Clements, John Mantley

### Trama
Luke, sempre ingiustamente ricercato per l'assassinio di un giudice, viene convinto da agenti federali ad infiltrarsi tra dei fuorilegge lungo il confine messicano per aiutarli a sgominare la banda, in cambio di un aiuto a risolvere il suo caso.

## La ragazza cinese
- Titolo originale: China Girl
- Diretto da: Joseph Pevney
- Scritto da: Calvin Clements Jr.

### Trama
La famiglia Macahan aiuta una sfortunata ragazza cinese, da poco emigrata negli Stati Uniti nonché rimasta incinta in seguito ad uno stupro subito, ad affrontare l'ostilità e i pregiudizi della sua famiglia, fedele alle proprie tradizioni d'origine.

## I negrieri
- Titolo originale: The Slavers
- Diretto da: Joseph Pevney
- Scritto da: Dick Nelson

### Trama
Zeb va in Messico con Josh per cercare la figlia di un suo vecchio amico, scoprendo che è stata rapita da un'organizzazione che pratica la tratta di ragazze messicane, ed aiuta un capitano di polizia a sgominare il traffico e liberare le prigioniere.